# یوژف آنتال
یوژف آنتال (مجاری: Antall József; ۸ آوریل ۱۹۳۲ – ۱۲ دسامبر ۱۹۹۳) نخست‌وزیر و تاریخ‌نگار اهل مجارستان بود.

## تجربیات
در حوزه سیاست داخلی، آنتال با سختی‌هایی همچون شهربندان تاکسی در بوداپست در ۱۹۹۰ و خروج حزب خرده‌مالک‌های مستقل از دولت ائتلافی روبرو شد که او را مجبور کرد در فوریه ۱۹۹۲ کابینه‌اش را تغییر دهد.

## بیماری و درگذشت
آنتال در ۱۲ دسامبر ۱۹۹۳ قبل از پایان دوره ۴ ساله نخست‌وزیری درگذشت. او طولانی‌ترین و باثبات‌ترین دولت پسا کمونیستی بلوک شرق سابق را رهبری کرد. پیتر بوروش به عنوان جانشین کابینه را تا انتخابات پارلمانی ۱۹۹۴ رهبری کرد.
او در تابستان ۱۹۹۰ متوجه بیماری خود، لنفوم غیرهاجکین شد و در ماه اکتبر، دو روز پیش از شهربندان تاکسی تحت عمل جراحی قرار گرفت. مصاحبه معروف او با پیژامه در بیمارستان برای پاسخگویی به آن تظاهرات انجام شد. سرطان وی نیم سال بعد عود کرد و سرانجام در ۱۲ دسامبر ۱۹۹۳ درگذشت. مراسم تشییع جنازه وی در گورستان کرپشی ترتیب داده‌شد.

### قطع کارتون دونالد داک
اعلام درگذشت آنتال در بعدازظهر یکشنبه اتفاق افتاد که طی آن شبکهٔ تلویزیونی دولتی پخش قسمتی از کارتون دونالد داک را قطع کرد. در اواسط برنامه، صفحه نمایش ناگهان سیاه و لوگوی ایستگاه نشان داده‌شد، و سپس قطعهٔ مارش عزا از شوپن نواخته شد. این تغییر ناگهانی لحن، از خاطرات لامپ فلاشی برای نسل کودکانی بوده که آن برنامه را تماشا کرده‌اند و سپس به عنوان بزرگسال بخشی از جزئیات رویداد را به یاد می‌آورند و گاهی تنفر برخی از آنها از سیاست به دلیل این وقفه اعلام شده‌است.